# Graniteville (Vermont)
Graniteville – jednostka osadnicza w Stanach Zjednoczonych, w stanie Vermont, w hrabstwie Washington.